# Mezinárodní liga chodců
International Marching League (IML) je Mezinárodní liga chodců založená v Nizozemsku v roce 1987. Česko zastupuje Klub českých turistů.
Mezinárodní liga chodců IML  byla založena v Tokiu v roce 1987 z popudu Královského nizozemského tělovýchovného svazu. V roce 2014 měla 17 členů. Každý stát je zastoupen jen jednou organizací, z Česka je to Klub českých turistů. V září 2015 byl do kalendáře akcí IML zařazen tradiční dvoudenní pochod Jede Kudrna okolo Brna.
IML vytvořila pro účastníky vícedenních mezinárodních pochodů svůj systém a pravidla oceňování chodců. Existují tedy výkonnostní stupně titulů Evropský chodec a Světový chodec